# Junior Eurovision Song Contest 2004
Junior Eurovision Song Contest 2004 blev afholdt lørdag den 20. november i Håkons Hall i Lillehammer i Norge. Der deltog i alt 18 lande i konkurrencen. 
Danmarks deltager, Cool Kids, blev fundet ved MGP 2004, der blev afholdt den 25. september. Danmark blev nummer fem – vinder af konkurrencen blev Maria Isabel fra Spanien med sangen 'Antes Muerta Que Sencilla'.

## Deltagere
| Nr. | Land           | Artist                                | Sang                                        | Sprog        | Placering | Point |
| --- | -------------- | ------------------------------------- | ------------------------------------------- | ------------ | --------- | ----- |
| 01  | Grækenland     | Secret Band                           | "O palios mou eaftos" (Ο παλιός μου εαυτός) | Græsk        | 9         | 48    |
| 02  | Malta          | Young Talent Team                     | "Power of a song"                           | Engelsk      | 12        | 14    |
| 03  | Holland        | Klaartje & Nicky                      | "Hij is een kei"                            | Nederlandsk  | 11        | 27    |
| 04  | Schweiz        | Demis Mirarchi                        | "Birichino"                                 | Italiensk    | 16        | 4     |
| 05  | Norge          | @lek                                  | "En stjerne skal jeg bli"                   | Norsk        | 13        | 12    |
| 06  | Frankrig       | Thomas Pontier                        | "Si on voulait bien"                        | Fransk       | 6         | 78    |
| 07  | Nordmakedonien | Martina Siljanovska                   | "Zabava" (Забава)                           | Makedonsk    | 7         | 64    |
| 08  | Polen          | KWADro                                | "Łap życie"                                 | Polsk        | 17        | 3     |
| 09  | Cypern         | Marios Tofi                           | "Onira" (Όνειρα)                            | Græsk        | 8         | 61    |
| 10  | Hviderusland   | Egor Volchek                          | "Spiavajcie so mnoj" (Спявайце со мной)     | Hviderussisk | 14        | 9     |
| 11  | Kroatien       | Nika Turković                         | "Hej Mali"                                  | Kroatisk     | 3         | 126   |
| 12  | Letland        | Mārtiņš Tālbergs and C-Stones Juniors | "Balts vai melns"                           | Lettisk      | 17        | 3     |
| 13  | Storbritannien | Cory Spedding                         | "The Best Is Yet to Come"                   | Engelsk      | 2         | 140   |
| 14  | Danmark        | Cool Kids                             | "Pigen er min"                              | Dansk        | 5         | 116   |
| 15  | Spanien        | María Isabel                          | "Antes muerta que sencilla"                 | Spansk       | 1         | 171   |
| 16  | Sverige        | Limelights                            | "Varför jag?"                               | Svensk       | 15        | 8     |
| 17  | Belgien        | Free Spirits                          | "Accroche-Toi"                              | Fransk       | 10        | 37    |
| 18  | Rumænien       | Noni Răzvan Ene                       | "Îţi mulţumesc"                             | Rumænsk      | 4         | 123   |